# Taumatawhakatangihangakoauauotamateaturipukakapikimaungahoronukupokaiwhenuakitanatahu
Taumatawhakatangihangakoauauotamateaturipukakapikimaungahoronukupokaiwhenuakitanatahu (lokalt kallad Taumata Hill) är en 305 meter hög kulle i regionen Hawke's Bay på Nordön i Nya Zeeland.[källa behövs] Det är med sina 85 bokstäver (enligt västerländsk stavning) också världens näst längsta namn på en plats, efter Bangkoks fullständiga namn som har 150 bokstäver.
Namnet är maori, och betyder "Stället där Tamatea, mannen med det stora knät, som gled, klättrade och slukade berg, känd som landätaren, spelade på sin flöjt för sin älskade".